# Margitai Ági
Margitai Ági (Budapest, 1937. július 12. – Budapest, 2014. november 4.) Kossuth- és Jászai Mari-díjas magyar színművésznő, érdemes és kiváló művész, a Halhatatlanok Társulatának örökös tagja.

## Pályakép
Zsidó családban született. Szülei Weisz Jenő (1893–1944) és Esenfeld Friderika (1900–1969)voltak. Apai nagyszülei Weisz Mór és Mózes Cecília, anyai nagyszülei Esenfeld Mózes Schmil (1873-1931) műszerész és Hirsch Gittel (1878–1931) voltak. Szüleivel és nővérével a VIII. kerületben lakott a Teleki tér 10. szám alatt. Gimnáziumba nem járt, és nem tett érettségi vizsgát sem. Így vették fel a Színház- és Filmművészeti Főiskola színész szakára. 
1958-ban a főiskola elvégzése után Pécsre került a Pécsi Nemzeti Színházba, ahol 1962-ig játszott. 1962–63-ban a kecskeméti Katona József Színház tagja volt. 1963–64-ben a budapesti Petőfi Színházban szerepelt. 1965–1968 között a Miskolci Nemzeti Színházban játszott. 1968–1970 között a Mikroszkóp Színpadon lépett fel. 1970–1972 között a Szegedi Nemzeti Színház, 1972–1978 között a József Attila Színház, 1978–1982 között a szolnoki Szigligeti Színház tagja volt. 1982–1990 között a Mafilm társulatának volt a tagja. 1990-től újra a Miskolci Nemzeti Színház tagja, 1992–1996 között a Magyar Színészkamara ügyvivője volt. 1999-től a Győri Nemzeti Színház foglalkoztatta, később szabadúszó volt.
2014 októberében megbetegedett, szerepeit vissza kellett adnia. Súlyos betegségben hunyt el november 4-én. 2014. november 18-án temették el a Farkasréti temetőben.
Érdekes, energikus, színes egyénisége, jellegzetes hangja drámai és vígjátéki szerepekben is kitűnően érvényesült.

### Magánélete
Pécsi évei alatt rövid ideig házasságban élt Fülöp Zsigmond színésszel. Sváb-hegyi házában élt, mellette sok időt töltött a lupa-szigeti nyaralójában is.

### Emlékezete
Tiszteletére 2017-ben emléktáblát avattak szülőházán, Budapesten, a VIII. kerületi Teleki téren. Egykori színházában, a tatabányai Jászai Mari Színházban bérletsorozatot neveztek el róla.

## Színházi szerepei
- Mikszáth Kálmán–Benedek András: Sipsirica (Kati)[18]
- Mikszáth Kálmán–Benedek András–Karinthy Ferenc: A Noszty fiú esete Tóth Marival (a női címszerepben)[19]
- Heltai Jenő: A tündérlaki lányok (Sári)
- G. B. Shaw: Pygmalion (Eliza)
- Frances Goodrich–Albert Hackett: Anna Frank naplója (Anna Frank)
- Bertolt Brecht–Kurt Weill: Koldusopera (Polly; Kocsma Jenny; Peacockné)
- Shakespeare: Rómeó és Júlia (Júlia)
- Shakespeare: Ahogy tetszik (Rosalinda)
- Shakespeare: A makrancos hölgy (Kata)
- Csehov: Ványa bácsi (Szonja)
- Csehov: Sirály (Arkagyina)
- Marcel Achard: A bolond lány (Josefa)
- Alan Jay Lerner–Frederick Loewe: My fair Lady (Eliza)
- Karinthy Ferenc: Budapesti tavasz (Jutka)[20]
- Hubay Miklós–Vas István–Ránki György: Egy szerelem három éjszakája (Júlia)
- Edward Albee: Nem félünk a farkastól (Martha)
- Sławomir Mrożek: Tangó (Eleonóra)
- Fejes Endre: Vonó Ignác (Mákné)
- Sarkadi Imre: Oszlopos Simeon (Vincéné)
- Füst Milán: Máli néni (Máli néni)
- Willy Russel: Shirley Valentine (Shirley Valentine)
- Eörsi István: Jolán és a férfiak (Jolán)
- Lillian Hellman: Régimódi játékok (Albertine Prine)
- Ödön von Horváth: Mesél a bécsi erdő (Valéria)
- Schiller: Stuart Mária (Erzsébet)
- Szép Ernő: Háromlevelű lóhere (Ágay Margit)
- Harvey Fierstein: Kakukktojás (Mrs. Beckoff)
- Brecht: Kurázsi mama és gyermekei (Kurázsi mama)
- Neil Simon: A nagymama soha (Bella)
- Oscar Wilde–Kamondi Zoltán: Salome
- Seneca: Phaedra (Phaedra)
- Forgách András: A pincér (színésznő)
- Schiller: Ármány és szerelem (Lady Milford)
- Kamondi Zoltán (rend.): Médeia-variációk (Médeia)
- Jerry Herman–Michael Stewart: Hello, Dolly! (Dolly)
- Örkény István: Macskajáték (Orbánné)
- Barta Lajos: Szerelem (Szalay)
- Gorkij: Éjjeli menedékhely (Násztya)
- Jule Styne–Bob Merill: Funny girl (Mrs. Strakosh)
- Ödön von Horváth: Szép kilátás (Ada von Stetten bárónő)
- James Goldman: Az oroszlán télen (Eleonóra)
- Bereményi Géza: Az arany ára (Csöpi)
- Goldoni: Virgonc hölgyek, avagy a rózsaszín kokárda (Silvestra)
- Shakespeare: Hamlet (Gertrud)
- Lolleh Bellon: A csütörtöki hölgyek (Sonia)
- Én és a kisöcsém (Zolestyák)
- Noël Coward: Vidám kísértet (Madame Arcati)
- Molnár Ferenc: A hattyú (Mária Dominika hercegnő)
- Örkény István: Pistipistipistipisti
- Brecht: A szecsuáni jólélek (Isten, Idős hölgy, Nagypapa, Jang asszony )
- Reginald Rose: Tizenkét dühös ember (8. esküdt)
- Charlotte Jones: Emésztő tűz (Annie/Nagyi)
- Anat Gov: Happy Ending[21]

## Rendezései
- LaBute: Szentek fecsegése (2001)

## Filmszerepei

### Játékfilmek
| - Dani (1957) - Külvárosi legenda (1957) - Égi madár (1958) - Szent Péter esernyője (1958) - Játék a szerelemmel (1959) - Az ígéret földje (1961) - Miért rosszak a magyar filmek? (1964) - Nem szoktam hazudni (1966) - Fiúk a térről (1967) - Szevasz, Vera! (1967) - Sziget a szárazföldön (1969) - Sárika, drágám (1971) - Egy kis hely a nap alatt (1973) - Tűzoltó utca 25. (1973) - Jelbeszéd (1974) - Ballagó idő (1976) - Herkulesfürdői emlék (1977) - Szabadíts meg a gonosztól (1979) - A kedves szomszéd (1979) - Haladék (1980) - Circus Maximus (1980) | - Vámmentes házasság (1980) - Ripacsok (1981) - Szívzűr (1982) - Szerencsés Dániel (1983) - Elveszett illúziók (1983) - Gyalogbéka (1985) - Doktor Minorka Vidor nagy napja (1987) - Napló szerelmeimnek (1987) - Nem válok el (1992) - Anna filmje (1992) - Franciska vasárnapjai (1997) - A bukás (1998) - A Rózsa énekei (2003) - Szőke kóla (2005) - A lefejezett kakas (2007) - Nyugalom (2008) - Pál Adrienn (2010) - Szelíd teremtés - A Frankeinstein terv (2010) - Senki szigete (2014) |

### Tévéfilmek
| - Hókirálynő (1964) - Viharban (1966) - Ráktérítő (1969) - Szeptember végén (1973) - Pocok, az ördögmotoros 1–4. (1974) - A karancsfalvi szökevények (1976) - Hungária Kávéház 1–6. (1976-tévésorozat) - Az Isten is János (1977) | - Végkiárusítás (1978) - A makrancos hölgy (1979) - Rettegés és ínség a Harmadik Birodalomban (1980) - Szálka, hal nélkül 1–5. (1985-tévésorozat) - Gyalogbéka (1985-tévésorozat) - A védelemé a szó (1988-tévésorozat) - A nagy varázslat (1989) - Sötétség lánya (1990) - Kutyakomédiák (1992-tévésorozat) - Rizikó (1993-tévésorozat) - Presszó (2008) |

## Díjai
- Jászai Mari-díj (1962)
- chicagói Ezüst Hugó-díj (1980)
- Érdemes művész (1981)
- a filmszemle díja (1981)
- Kiváló művész (1989)
- Déryné-díj (1995)
- a színházi találkozó díja (1995)
- a fővárosi önkormányzat színházi díja (2002)
- Jászai-gyűrű (2004)
- Örökös tag a Halhatatlanok Társulatában (2006)
- Kossuth-díj (2010)

## Interjúk
- Terasz.hu Archiválva 2021. április 22-i dátummal a Wayback Machine-ben
- Kultúra.hu